# Rochefort (Belgia)
Rochefort (wa. Rotchfoirt) – miasto w południowo-wschodniej Belgii, w Regionie Walońskim, w prowincji Namur, w okręgu Dinant. 1 stycznia 2024 roku liczyło 12 716 mieszkańców.  

## Podział administracyjny
W skład gminy wchodzi dziesięć dzielnic (section):
- Ave-et-Auffe
- Buissonville
- Éprave
- Han-sur-Lesse
- Jemelle
- Lavaux-Sainte-Anne
- Lessive
- Mont-Gauthier
- Villers-sur-Lesse
- Wavreille

## Współpraca
Miejscowości partnerskie:
- Broussard, Stany Zjednoczone
- Morges, Szwajcaria
- Saint-Gervais-les-Bains, Francja